# Bob Iverson
Robert Iverson (17 tháng 10 năm 1910 -  19 tháng 7 năm 1953) là một cầu thủ bóng đá người Anh được biết đến nhiều nhất với thời gian ở Aston Villa. Iverson kí hợp đồng với Villa từ Wolves. Sau sự nghiệp ở Villa ông giải nghệ và trở thành huấn luyện viên đội dự bị/trẻ tại Villa Park. Sau đó ông trở thành huấn luyện viên đội một và đội bốn.